# Войново (Силистренская область)
Войново (болг. Войново), ранее Кочулар — село в Болгарии. Находится в Силистренской области, входит в общину Кайнарджа. Население составляет 182 человека.

## Политическая ситуация
В местном кметстве Войново, в состав которого входит Войново, должность кмета (старосты) исполняет Димитр Йорданов Костадинов (Граждане за европейское развитие Болгарии (ГЕРБ)) по результатам выборов.
Кмет (мэр) общины Кайнарджа — Любен Жеков Сивев (инициативный комитет) по результатам выборов.